# David Coon

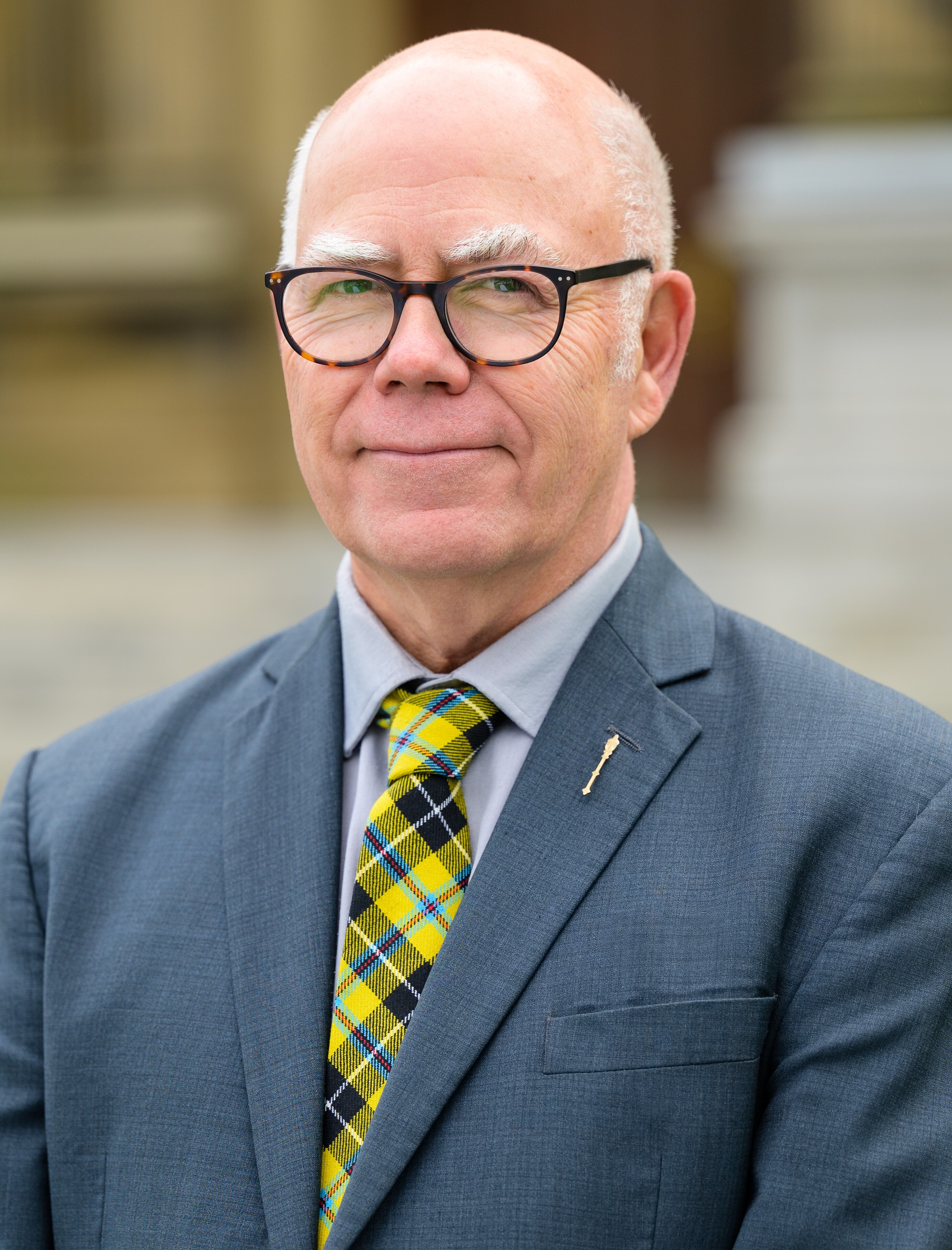
David Coon (2023)

David Charles Coon (* 28. Oktober 1956 in Toronto) ist ein kanadischer Politiker und Anti-Atomkraft-Aktivist. Seit 2012 ist er Vorsitzender von die Green Party of New Brunswick und seit 2014 ist er Abgeordneter der Legislativversammlung von New Brunswick für den Wahlkreis Fredericton-Lincoln (früher Frederiction Süd).

## Leben und Wirken
Coon wurde am 28. Oktober 1956 in Toronto, Ontario, geboren. Er wuchs in Montreal, Québec, auf. Er erwarb einen Abschluss in Wissenschaften am Vanier College. Coon schloss 1978 sein Studium an der McGill University mit einem Bachelor der Wissenschaft mit Schwerpunkt Ökologie ab. Während seines Studiums an der McGill University engagierte er sich bei Greenpeace. 1985 zog er nach New Brunswick.
In New Brunswick arbeitete Coon 33 Jahre lang als Umweltpädagoge und Aktivist.
1986 kritisierte Coon Irving Oil auch für eine Reihe von Gaslecks in ganz New Brunswick, insbesondere in der Gegend von Saint John. Im selben Jahr lehnte er auch eine geplante Atommülldeponie am Bottle Lake im US-Bundesstaat Maine nahe der kanadisch-amerikanischen Grenze ab. 1988 kritisierte Coon die Regierungen von New Brunswick und Nova Scotia für ihren Einsatz von Kohlekraft. Er argumentierte, dass Kohlekraft für einen Großteil des sauren Regens in den Seeprovinzen verantwortlich sei.
Coon lehnte auch die Modernisierung des Kernkraftwerk Point Lepreau ab; unter Berufung auf Sicherheit und Kosten.
Bevor er zum Vorsitzenden der Green Party of New Brunswick gewählt wurde, arbeitete Coon für die bundesstaatliche Grüne Partei Kanadas. Als er 2012 für den Parteivorsitz kandidierte, war sein Gegner Roy MacMullin. MacMullin schlug vor, dass die Green Party of New Brunswick für die Provinzwahl 2014 ein Bündnis mit der sozialdemokratischen Neue Demokratische Partei und der rechtspopulistischen Volksallianz (People’s Alliance) bilden sollte. Auf dem Parteitag am 22. September 2012 wurde er mit über 60 Prozent der Stimmen zum Parteivorsitzenden gewählt. Am selben Tag beteiligte sich Coon an einer Protestaktion gegen Fracking außerhalb des Parlamentsgebäudes wie in Fredericton.
Im März 2014 kritisierte Coon eine Vereinbarung zwischen der Provinzregierung und J. D. Irving, die eine verstärkte Holzfällung von Regierungsland ermöglichte.
Bei den Provinzwahlen 2014 war Coon Kandidat im Wahlkreis Fredericton South. Seine Kampagne wurde von einer Reihe ehemaliger Mitglieder der New Brunswick Neuen Demokratischen Partei unterstützt, darunter Penny Ericson und die frühere Vorsitzende Allison Brewer. Coon und die Grüne Partei konzentrieren ihre Kampagne auf den Widerstand gegen Fracking und eine geplante Ölpipeline, Energy East. Bei der Wahl gewann Coon den Wahlkreis mit 31 Prozent der Stimmen. Er wurde der erste Grüne, der jemals in New Brunswick gewählt wurde; und der dritte Grüne, der irgendwo in Kanada gewählt wurde (Elizabeth May und Andrew J. Weaver waren die ersten und zweiten).
Nach seiner Wahl konzentrierte sich Coon auf die Gesetzgebung zu Landwirtschaft, erneuerbaren Energien und den Rechten der Mi’kmaq-Indianer. 2015 nahm er an der UN-Klimakonferenz in Paris 2015 teil.
Coon wurde bei der Provinzwahl 2018 wiedergewählt. Bei dieser Wahl konnte die Grüne Partei ihre Stimmenzahl fast verdoppeln und ihre Sitze von einem auf drei erhöhen. Das Parteiprogramm 2018 enthielt 120 Versprechen, darunter ein Verbot von Glyphosat.
Bei der Provinzwahl 2020 wurden alle drei Grünen-Abgeordneten wiedergewählt, wobei die Partei einen Rekordwert von 15,4 % der Stimmen erhielt.
Bei der Provinzwahl 2024 wurde Coon erneut wiedergewählt. Diesmal verlor die Partei einen Sitz und erhielt rund 7.000 Stimmen weniger.